# Huzat

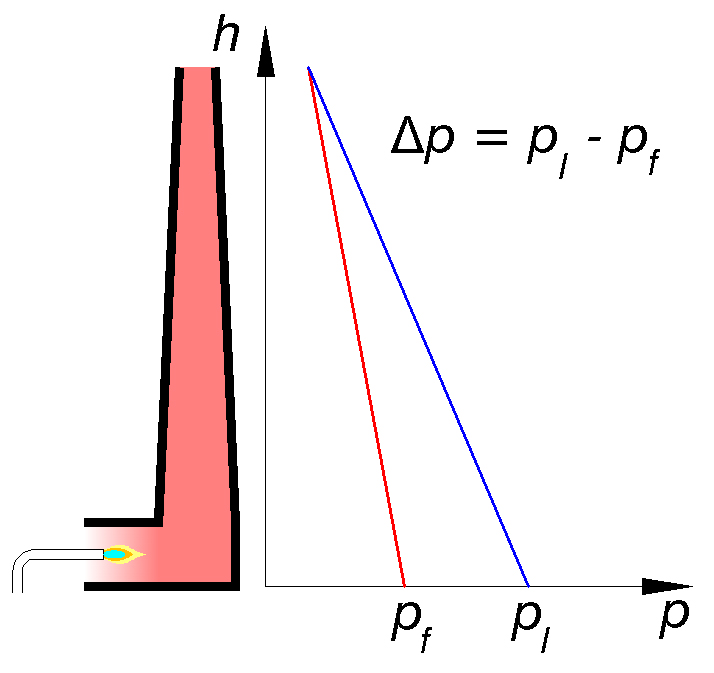
Nyomásváltozás a füstgázban és a külső levegőben a kémény hossza mentén

Huzat a hétköznapi nyelvben egy épületben két nyílás (ajtó vagy ablak) szembenyitásakor keletkező fuvallat. A műszaki használatban az a nyomáskülönbség, ami egy kéményben mérhető. Ez a nyomáskülönbség működteti a kéményt: létrehozza azt a légáramot, ami a kémény alján lévő berendezés (tűzhely, kályha, kemence, kazán stb.) számára a kellő légáramot biztosítani tudja.
A kéményben a füstgáz hőmérséklete sokkal nagyobb, mint a környező levegő hőmérséklete, ezért sűrűsége kisebb, mint a környezetéé. Ezért van az, hogy a kémény alján a nyomás kisebb, mint a megfelelő légoszlopé. Ez a kéményen kívüli nagyobb nyomás hajtja át az égéshez szükséges légmennyiséget a tűztérbe, majd a kéményen át a környezetbe. Ez a folyamat a kéményhatás vagy természetes huzat. Minél magasabb a kémény, annál nagyobb a huzat.
Ha a kémény alján a légáramot elzárjuk, és így nincs áramlás a kéményen keresztül, ekkor mérhetjük a legnagyobb nyomáskülönbséget: ez a statikus huzat. Amint az áramlás megindul a kéményben, az áramlási veszteségek miatt a huzat lecsökken. A statikus huzat:
{\displaystyle \Delta p=\;C\,a\;h\;{\bigg (}{\frac {1}{T_{o}}}-{\frac {1}{T_{i}}}{\bigg )}}
| ahol: |                                                                          |
| Δp    | = a statikus huzat, Pa (pascal)                                          |
| C     | = 0,0342 – állandó, mely a füstgáz és a levegő fajtérfogatának függvénye |
| a     | = atmoszferikus nyomás, Pa                                               |
| h     | = a kémény magassága, m                                                  |
| To    | = külső hőmérséklet, K                                                   |
| Ti    | = a füstgáz átlagos hőmérséklete a kéményben, K                          |

A fenti egyenlet közelítő összefüggés, mert feltételezi, hogy a füstgáz és a külső levegő mólsúlya egyenlő.